# Painit
Painit ist ein sehr seltenes Mineral aus der Mineralklasse der „Borate“ (ehemals „Carbonate, Nitrate und Borate“, siehe Klassifikation). Es kristallisiert im hexagonalen Kristallsystem mit der chemischen Zusammensetzung CaZrAl9[O15|BO3] und entwickelt sechseckige, prismatische bis nadelige Kristalle in roter, orangeroter oder bräunlicher Farbe. Farbgebende Fremdbeimengungen sind Chrom, Vanadium und Eisen.

## Etymologie und Geschichte
Erstmals entdeckt wurde Painit bei Ongaing, nahe der Stadt Mogok in der Mandalay-Region von Myanmar (ehemals Burma) und beschrieben 1957 von Claringbull, Hey und Payne, die das Mineral nach Arthur Charles Davy Pain (1901–1971), einem britischen Mineralogen und Gemmologen benannten.

## Klassifikation
In der veralteten 8. Auflage der Mineralsystematik nach Strunz gehörte der Painit zur Mineralklasse der „Silikate“ und dort zur Abteilung „Neso-Subsilikate“, wo er gemeinsam mit Dumortierit, Garrelsit, Grandidierit, Harkerit, Howlith, Kornerupin, Melanocerit und Serendibit in der „Dumortierit-Grandidierit-Gruppe“ mit der Systemnummer VIII/A’.13 steht.
In der zuletzt 2018 überarbeiteten Lapis-Systematik nach Stefan Weiß, die formal auf der alten Systematik von Karl Hugo Strunz in der 8. Auflage basiert, erhielt das Mineral die System- und Mineralnummer V/G.05-040. Dies entspricht der Klasse der „Nitrate, Carbonate und Borate“ und dort der Abteilung „Inselborate“, wo Painit zusammen mit Chubarovit, Fluoborit, Hydroxylborit, Jacquesdietrichit, Jeremejewit, Karlit und Mengxianminit eine unbenannte Gruppe mit der Systemnummer V/G.05 bildet.
Die von der International Mineralogical Association (IMA) zuletzt 2009 aktualisierte 9. Auflage der Strunz’schen Mineralsystematik ordnet den Painit in die Klasse der „Borate“ und dort in die Abteilung „Monoborate“ ein. Hier ist das Mineral in der Unterabteilung „BO3 mit zusätzlichen Anionen; 1(Δ) + OH usw.“ zu finden, wo es als einziges Mitglied eine unbenannte Gruppe mit der Systemnummer 6.AB.85 bildet.
In der vorwiegend im englischen Sprachraum gebräuchlichen Systematik der Minerale nach Dana hat Painit die System- und Mineralnummer 07.05.02.01. Das entspricht der Klasse der „Oxide und Hydroxide“ und dort der Abteilung „Mehrfache Oxide“. Hier findet er sich innerhalb der Unterabteilung „Mehrfache Oxide mit der Formel ABX2“ als einziges Mitglied in einer unbenannten Gruppe mit der Systemnummer 07.05.02.

## Kristallstruktur
Painit kristallisiert hexagonal in der Raumgruppe P63 (Raumgruppen-Nr. 173) mit den Gitterparametern a = 8,72 Å und c = 8,47 Å sowie 2 Formeleinheiten pro Elementarzelle.

## Eigenschaften
Die Farben der Painitkristalle reichen von braun (manchmal stark grünstichig) über rotbraun nach rot (in allen Helligkeiten von klar bis fast schwarz). Einige Stücke sind auch hell violett bis pink. Einige Stücke, insbesondere die strahligen Aggregate, zeigen deutliche Zonierung. Painit ist stark dichroitisch. Über Zwillinge von Painit wurde bislang noch nichts eindeutig publiziert, auch wenn schon einige Stücke mit regelmäßigen Verwachsungen beobachtet worden sind, unter anderem ein Exemplar mit rechtwinklig verwachsenen Kristallen. Hier gilt es allerdings noch abzuwarten, ob es tatsächlich Zwillinge sind. 
Ein Teil der Painite (Anteil bislang unbekannt) weist einen Farbwechsel von braun im Tageslicht zu rotbraun im Glühlampenlicht auf. Dieser schon sehr gut erkennbare Farbwechsel ist bisher von der bislang einzigen untersuchenden Stelle als zu gering eingestuft worden, um anerkannt zu werden. 

## Bildung und Fundorte

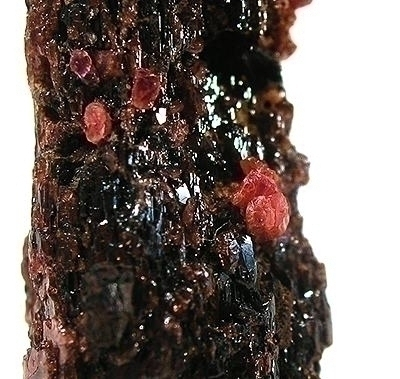
Großer, dunkelvioletter Painitkristall, durchsetzt mit kleinen, hellroten Rubinen aus Mogok, Distrikt Sagaing, Myanmar

Das Mineral wurde in den frühen 1950er Jahren in Birma (heute Myanmar) entdeckt. Vor 2001 waren nur drei Kristalle mit einem Gewicht von zusammen weniger als 3,5 Gramm bekannt. Zwischen 2001 und 2004 wurden maximal 14 weitere Exemplare gefunden. Im Jahr 2005 fand man eine der primären Lagerstätten in Ongaing und später auch die reichere Lagerstätte in Wetloo (Wet Luu). Inzwischen sind mehrere tausend Exemplare mit einem Einzelgewicht von bis zu über 500 Gramm gefunden worden. Die meisten Stücke sind rissig oder von Limonit beziehungsweise Rubin durchsetzt worden. Stücke mit Endflächen oder klare schleifbare Exemplare sind immer noch sehr selten.
Meist sind es Stücke aus der stark verwitterten oberflächennahen Schicht. Die Stücke sind dann oft von Limonit durchsetzt. Painit selbst ist zwar äußerst witterungsbeständig, aber die Risse füllen sich schnell mit dem braunen Mineral. Weiterhin sind viele Painite mit Rubin vergesellschaftet, oder gar aufgrund der ähnlichen Zusammensetzung (Painit hat einen sehr hohen Aluminiumoxidanteil) in Rubin umgewandelt.
Außer an seiner Typlokalität Ongaing und Wetloo konnte das Mineral nur noch bei Nanyazeik im Bezirk Myitkyina im Kachin-Staat gefunden werden.

## Verwendung als Schmuckstein

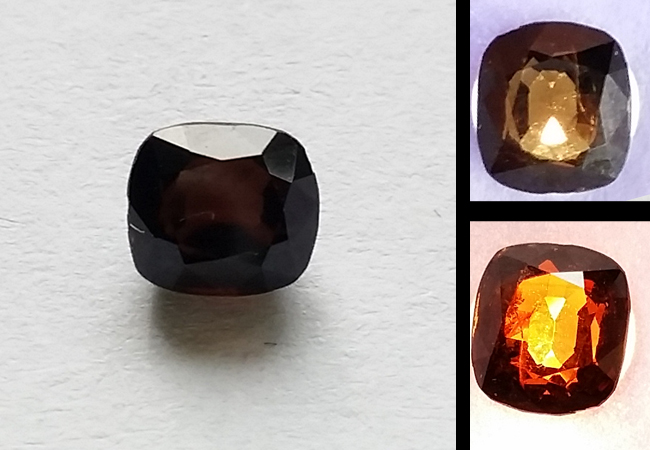
Facettierter Painit inklusive der Darstellung des Farbwechsels von Olivgrün-Braun im Tageslicht zu Rot-Braun unter warmen Kunstlicht, 0,86 ct, gefunden in der Thurein Taung Mine in Mogok Myanmar (Burma)

Painit wird aufgrund seiner extremen Seltenheit sowie guten physikalischen Eigenschaften teilweise zu wertvollen Schmucksteinen verarbeitet oder aufgrund der hohen Nachfrage bei den Mineraliensammlern speziell zu Sammelzwecken abgebaut und in Form von Rohstücken exportiert. Andere Verwendungszwecke sind nicht bekannt.